# Egidio Bisol
Dom Egidio Bisol (Bassano del Grappa, Itália, 23 de dezembro de 1947) é um bispo  católico italiano. É bispo emérito de  Afogados da Ingazeira, em Pernambuco.

## Presbiterato
Foi ordenado presbítero na Diocese de Vicenza, na Itália, no dia 31 de maio de 1972.

## Episcopado
Foi designado bispo de Afogados da Ingazeira pelo Papa Bento XVI, no dia 7 de outubro de 2009. Sua ordenação episcopal e posse canônica foram no dia 9 de janeiro de 2010, no Centro Desportivo Municipal Lúcio Luiz de Almeida, em Afogados da Ingazeira, cidade situada no sertão de Pernambuco. Os bispos celebrantes foram Dom Luiz Gonzaga da Silva Pepeu, arcebispo de Vitória da Conquista, Dom Roque Paloschi, bispo de Roraima, e Dom Cesare Nosiglia, arcebispo de Vicenza, na Itália.

### Sucessão
Dom Egidio Bisol é o 4º bispo de Afogados da Ingazeira, sucede a Dom Luis Gonzaga Silva Pepeu, O.F.M.Cap.